# Мост Айчжай
Мост Айчжа́й (кит. 矮寨大桥, пиньинь Ǎizhài Dàqiáo, палл. Айчжай Дацяо) — висячий мост на скоростной автостраде со сквозным движением G65 Баотуо—Маомин, расположенный близ города Цзишоу в Китайской провинции Хунань.
С основным пролётом протяжённостью 1146 м, расположенным на высоте 336 м, на август 2023 года мост занимает 15-е место в списке самых высоких мостов и 15-е — в списке самых длинных висячих мостов в мире. Среди 400 самых высоких мостов мира мост Айчжай занимает первое место по длине основного пролёта. Также он самый высокий и длинный в мире мост, начинающийся и заканчивающийся тоннелем. На мосту также располагаются 1888 фонарей ночного освещения.
Строительство моста началось в октябре 2007 года и завершилось в конце 2011 года, опередив план. В Праздник весны 2012 мост временно предоставили в пользование пешеходам, а в марте состоялось официальное открытие для транспортного потока.
Мост был построен на заём 208 млн долларов США у Азиатского банка развития. Деньги с этого займа также обеспечили строительство 64 км автострады и модернизацию 129 км местных дорог. Мост и трасса, на которой он расположен, были построены с целью снизить время сообщения между Цзишоу и Чадоном (茶洞) с четырёх до одного часа и меньше.
В сентябре 2012 года мост послужил ареной для международного фестиваля бейсджампинга, в котором приняли участие 40 спортсменов из 13 стран.

## Галерея

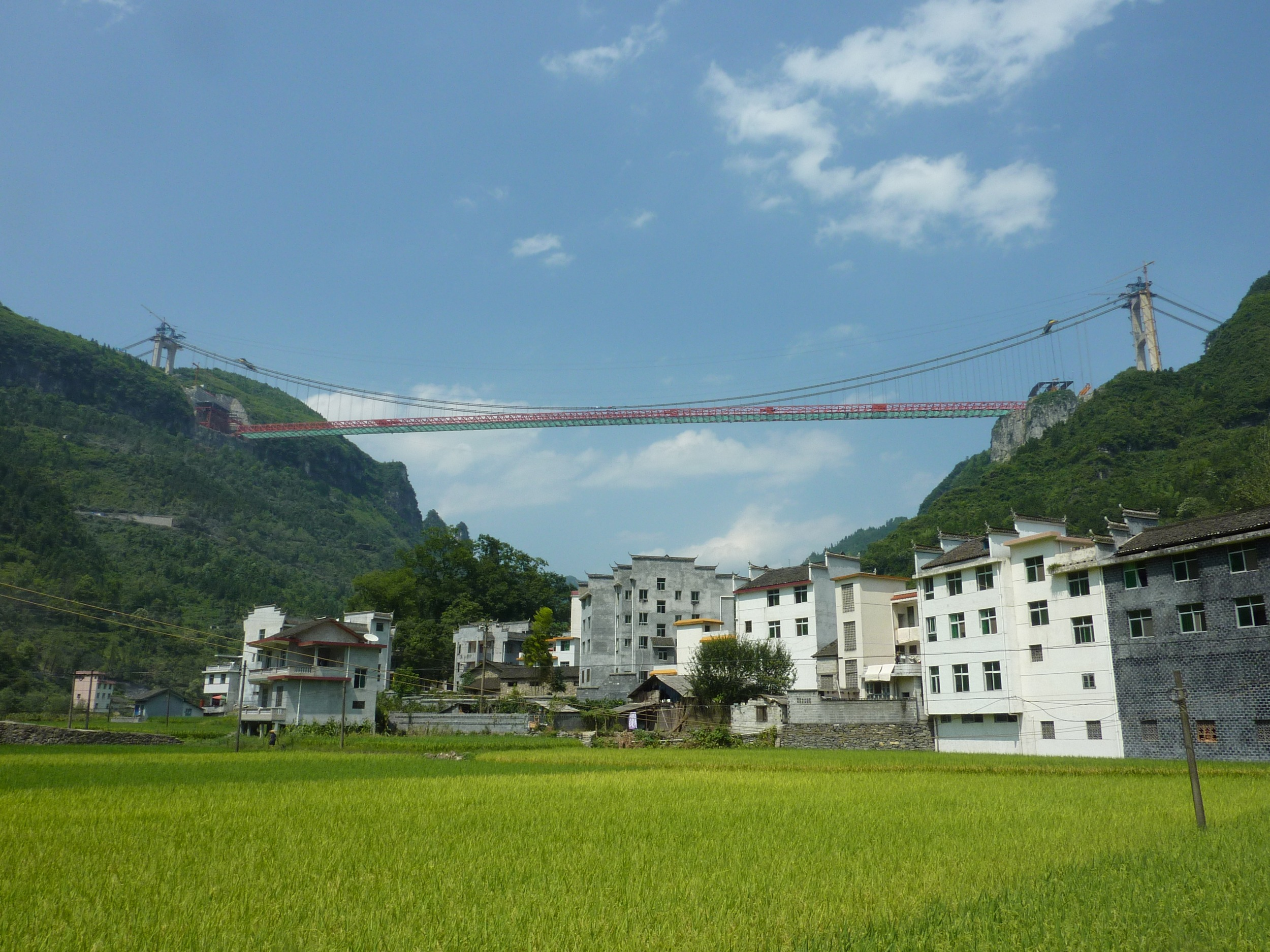
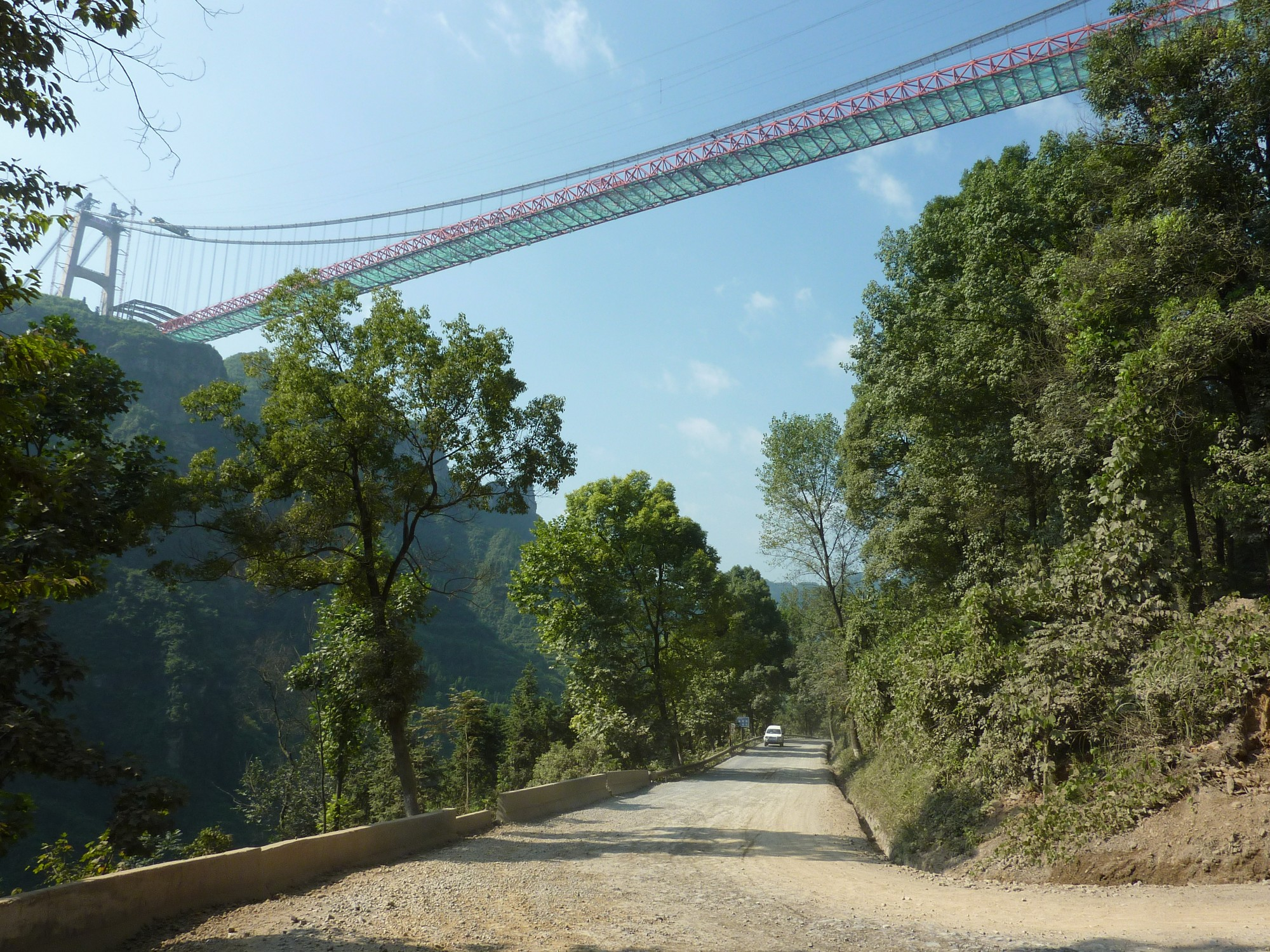
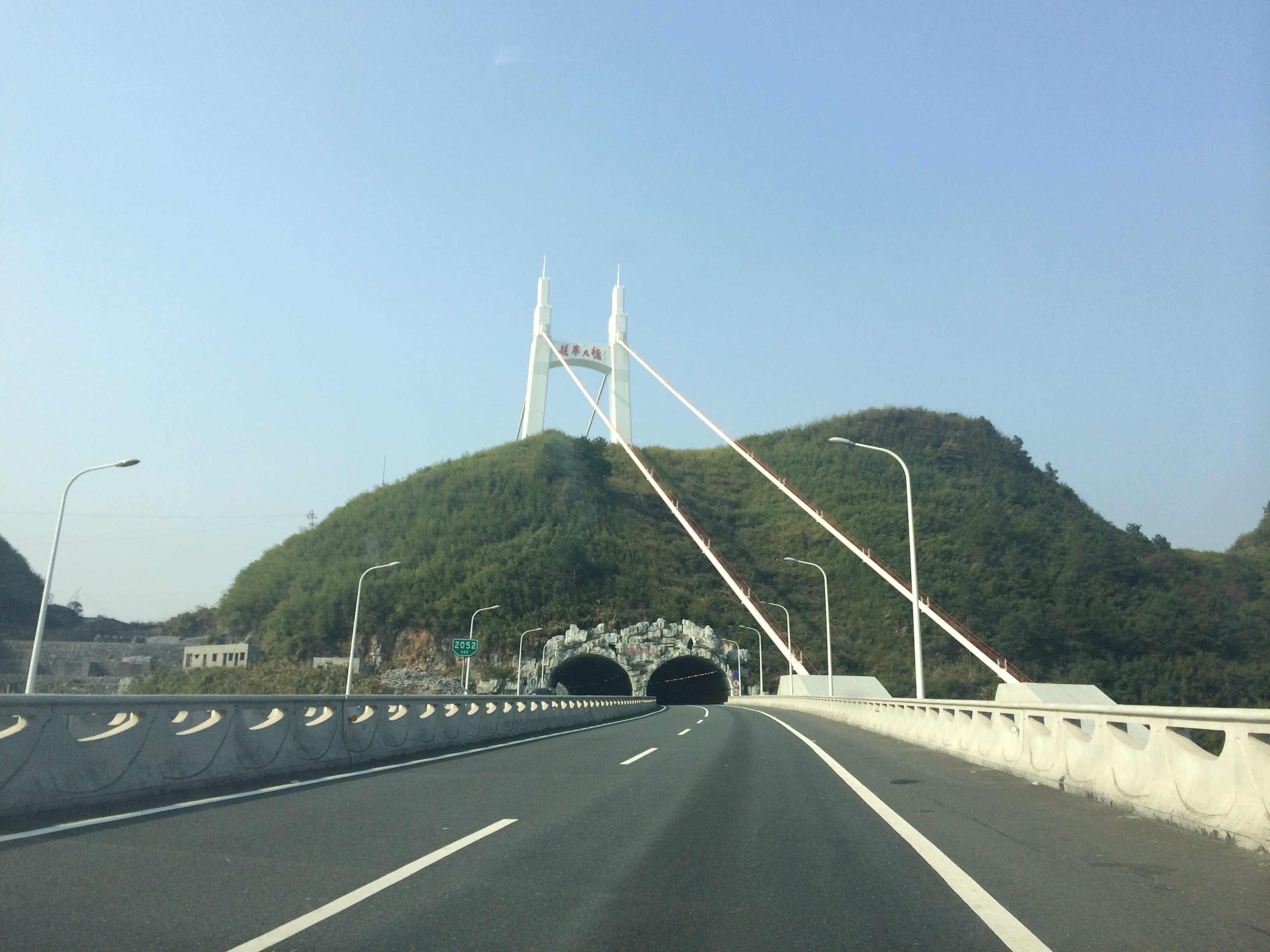